# Třístavová logika
Binární logické obvody pracující v dvojkové soustavě využívají jasně definované stavy (01) kterým se přiřazují pevné napěťové úrovně L a H. Třetí stav, který může logický člen nabýt je stav vysoké impedance. Tím je myšleno, že logický člen odpojí svůj výstupní port a neovládá ho. Výstup tedy není konkrétně definován a může nabývat libovolného stavu, který může být nyní řízen jiným členem.
Definované stavy výstupních logických úrovní jsou:
- L
- H
- stav vysoké impedance (neaktivní – odpojeno)